# 寺脇康文
寺脇 康文（てらわき やすふみ、1962年〈昭和37年〉2月25日 - ）は、日本の俳優・タレント。大阪府堺市出身。アミューズ所属。企画ユニット「地球ゴージャス」のメンバー。

## 略歴
岐阜県立岐陽高等学校（現・岐阜県立本巣松陽高等学校）卒業後、大学受験に失敗し、デパートの地下食材売り場でアルバイトしていた。岐阜駅のエスカレーターに乗っている最中、アルバイトの初給料を見ながら、これからの自分は何をやって食べていけるか考え、出た答えが俳優であった。名古屋の俳優養成所でオーディションを受け、合格し入所。養成所卒業後、上京して1984年に三宅裕司主宰の劇団「スーパー・エキセントリック・シアター」（SET）へ入団。同年11月、SETの第17回目公演『超絶技巧殺人事件』でデビュー。1987年、同劇団の岸谷五朗、山田幸伸と共にコントユニット・SET隊（せったい）を結成。SETの公演内やラジオドラマなどでコントを披露していた。
1994年、岸谷五朗と共にSETを退団し、企画ユニット「地球ゴージャス」を結成。舞台や映画、テレビドラマなど活動の場を広げる。
1996年4月の放送開始から『王様のブランチ』の総合司会を10年間務めた。地球ゴージャス公演中（東京公演・地方公演）も生放送、その直後劇場に戻って舞台出演と多忙を極めるスケジュールながらも番組を休むことはなかった。2006年12月に番組を降板し、2007年1月からは谷原章介にバトンタッチした。
2000年から2008年まで、『相棒』において、警視庁特命係の刑事・亀山薫役として、水谷豊とダブル主演を務める。
2008年5月10日、『相棒』においての演技が評価され、同じく主演を務める水谷豊と共に第16回橋田賞俳優部門を受賞した。
2008年12月17日放送の『相棒season7』第9話をもってシリーズから卒業。
2009年2月20日、『相棒 -劇場版- 絶体絶命! 42.195km 東京ビッグシティマラソン』で亀山薫の演技が評価され、第32回日本アカデミー賞優秀助演男優賞を受賞した。
2010年、『853〜刑事・加茂伸之介』で連続ドラマ単独初主演。
2022年6月23日、 同年10月12日から放送を開始した『相棒 season21』に亀山薫役として復帰することが発表された。その2か月後の8月28日には、2023年4月から放送開始予定のNHK連続テレビ小説（朝ドラ）『らんまん』に出演することが発表された。これにより寺脇は、半年放送の『相棒』が終了した直後に、再び半年放送の朝ドラに臨むこととなった。

## 人物
- 好きな俳優に、水谷豊と松田優作を挙げている[2]。水谷については、『刑事貴族』・『相棒』で共演を果たした。寺脇は、俳優になったきっかけは『バンパイヤ』の水谷の演技を見たことだ、と様々なメディアで語っている。
- 二女一男の子供がおり、3人とも成人している。
- 漫画家を目指していたこともあり[13]、絵が上手い。MCを務める『わんニャン倶楽部〜動物と楽しく暮らそう〜』では、番組内に登場した動物たちのイラストを披露している。
- 『ルパン三世』の大ファンである。
- 同じくアミューズ所属の桑田佳祐のソロデビューシングル『悲しい気持ち』のテレビパフォーマンスでは、南流石らとともに桑田のバックダンサー「湘南隊」として出演。また桑田の映画監督作品『稲村ジェーン』にも出演したが、編集時に尺の都合で寺脇の出演したシーンは全カットとなった。
- 弟は帝京大学ちば総合医療センター腎臓内科の教授である(他には2人の姉もいる)。

## 出演

### テレビドラマ

#### NHK
※特に注記のないものは、総合テレビ。
- 連続テレビ小説
  - ひまわり（1996年） - 田中俊 役
  - おひさま（2011年） - 須藤良一 役
  - らんまん（2023年4月10日 - 14日） - 池田蘭光 役[10]
- 大河ドラマ
  - 徳川慶喜（1998年） - 岩倉具視 役
- 土曜特集「42歳の修学旅行」（2001年10月20日）
- 北海道発スペシャルドラマ「大地のファンファーレ」（2012年2月17日・24日） - 倉橋祐二 役
- ヒロシマ 復興を夢見た男たち（2013年3月16日） - 浜井信三（広島市長） 役
- ご縁ハンター（2013年4月13日 - 4月27日） - 結（婚活マスター） 役
- お母さん、娘をやめていいですか?（2017年1月13日 - 3月3日） - 早瀬浩司 役[14]
- 定年女子（2017年、NHK BSプレミアム） - 深山聡 役
- 大岡越前4（2018年1月12日 - 3月2日、NHKBSプレミアム） - 結城新三郎 役
  - 大岡越前スペシャル〜親子をつなぐ名裁き〜（2019年1月4日、NHK BSプレミアム）
  - 大岡越前5（2020年1月10日 - 2月21日、NHKBSプレミアム）
  - 大岡越前スペシャル〜初春に散る影法師〜（2021年1月1日、NHK BSプレミアム）
  - 大岡越前スペシャル〜大波乱!宿命の白洲〜（2023年12月29日、NHK BS・NHK BSプレミアム4K）[15]
  - 大岡越前8（2025年放送予定、NHK BS・NHK BSプレミアム4K）[16]
- ミス・ジコチョー〜天才・天ノ教授の調査ファイル〜 ファイル4 - ファイル10（2019年11月8日 - 12月20日） - 守康堅一郎 役[17]
- 路〜台湾エクスプレス〜（2020年5月16日 - 5月30日） - 山尾一 役[18]
- 土曜ドラマ「ノースライト」（2020年12月12日 - 12月19日） - 青瀬年雄 役

#### 日本テレビ系
- ギャグパラダイス!俺たちにカギはない（1986年9月29日）
- SET隊のあっ!（1989年12月17日）
- SMALL（1990年10月28日） - 主演
- 刑事貴族2（1991年10月 - 1992年3月） - 藤村亮 役
- 刑事貴族3（1992年4月 - 1992年12月） - 藤村亮 役
  - 第5話「疑心暗鬼」（1992年） - 金石トミオ 役（藤村亮と二役）
- ジェラシー（1993年1月 - 3月） - 宮坂隆夫 役
- 火曜サスペンス劇場
  - 六月の花嫁4 青い薔薇殺人事件（1993年6月29日）
- おれはO型・牡羊座（1994年） - 林大臣 役
- 恋愛前夜「いちどだけ」（1996年3月20日）
- 竜馬におまかせ! 第3話・第4話・第7話（1996年） - 高杉晋作 役
- チョベリバ! わが人生最悪の日「疑われる男」（1996年10月2日） - 主演
- D×D（1997年） - 岡崎博文 役
- 心療内科医・涼子（1997年10月13日 - 12月15日、読売テレビ制作） - 杉本陽一 役
- サービス（1998年1月7日 - 3月18日） - 早乙女彬 役
- 夜逃げ屋本舗 第4話（1999年2月3日） - 大和一郎 役
- 女医（1999年7月5日 - 9月13日） - 時任慎司 役
- 泥棒家族（2000年12月20日） - 畑山辰巳 役
- shin-D「クインテット」（2001年4月3日 - 4月24日）
- Pure Soul〜君が僕を忘れても〜（2001年4月9日 - 6月25日、読売テレビ制作） - 島田和也　役
- 地球ゴージャスな夜（2006年4月5日 - 5月3日） - 治 役
- ヒットメーカー 阿久悠物語（2008年） - 宣弘社の上司  役
- 左目探偵EYE（2009年10月3日） - 大内健三 役
- 美丘-君がいた日々-（2010年7月10日 - 9月19日） - 峰岸始 役（特別出演）
- 花咲舞が黙ってない 第2シリーズ 第1話（2015年7月8日） - 橋爪藤一 役
- 増山超能力師事務所 第5話（2017年2月2日、読売テレビ制作） - 田丸等 役
- 恋がヘタでも生きてます（2017年4月6日 - 6月22日、読売テレビ制作） - 日下部慎太郎  役
- 正義のセ（2018年4月11日 - 6月13日） - 梅宮譲 役[19]
- 白衣の戦士! 第9話（2019年6月12日） - 斎藤渡 役

#### TBS系
- 剛田探偵物語 おいしそうな死体（1987年11月15日）
- 週末にラブソング（1987年5月15日）
- 三宅裕司・SETの怪傑黄金時間隊 宇宙がさけんでいる－あなたも宇宙飛士になりませんか（1990年1月25日）
- 東芝日曜劇場 ⇒ 日曜劇場
  - かの姫は来たり（1991年3月10日、RKB毎日放送制作）
  - パパ・サヴァイバル（1995年7月2日 - 9月24日） - 北原直人 役
  - 輝け隣太郎（1995年10月8日 - 12月24日） - 富島正樹 役
- オレたちのオーレ!（1993年10月14日 - 12月23日、毎日放送制作） - 島田健太 役
- 適齢期（1994年4月15日 - 7月1日） - 不破貴之 役
- 君に伝えたい 第3回「結婚したい男」（1994年4月17日、毎日放送制作） - 主演・弘一 役
- 男嫌い（1994年7月14日 - 9月22日） - 平尾修二 役
- スペシャルドラマ「誰かが誰かに恋してる」（1996年3月29日）
- 君と出逢ってから（1996年4月12日 - 7月5日） - 神谷健一 役
- ひと夏のプロポーズ（1996年7月5日 - 9月20日） - 三上絋一 役
- 独身生活 第1話（1999年7月9日） - （友情出演）
- 月曜ドラマスペシャル
  - ホステス探偵危機一髪2（2000年5月8日） - 柏木俊彦 役
  - 流れ星お銀!事件解決いたします（2000年6月19日） - 城山昴太郎 役
  - 流れ星お銀!事件解決いたします3（2003年） - 城山昴太郎 役
- きみはペット（2003年4月16日 - 6月18日） - 白妙信一 役（特別出演）
- Around40〜注文の多いオンナたち〜（2008年4月11日 - 6月20日） - 大島芳彦 役
- ゴッドハンド輝（2009年4月11日 - 5月16日） - 真東光介 役（特別出演）
- 月曜ゴールデン ⇒ 月曜名作劇場
  - 守護神・ボディーガード 進藤輝（2012年6月11日） - 主演・進藤輝 役
  - 守護神・ボディーガード 進藤輝 Episode2（2013年7月22日） - 主演・進藤輝 役
  - 守護神・ボディーガード 進藤輝 Episode3（2014年6月9日） - 主演・進藤輝 役
  - 守護神・ボディーガード 進藤輝 Episode4（2015年7月13日） - 主演・進藤輝 役
  - 信濃のコロンボ〜死者の木霊〜（2013年10月7日） - 主演・竹村岩男 役
  - 信濃のコロンボ事件ファイル2 戸隠伝説殺人事件（2014年11月24日） - 主演・竹村岩男 役
  - 信濃のコロンボ事件ファイル3 北国街道殺人事件（2016年11月14日） - 主演・竹村岩男 役
  - 信濃のコロンボ事件ファイル4 軽井沢追分殺人事件（2017年4月24日） - 主演・竹村岩男 役
  - 信濃のコロンボ事件ファイル5 「信濃の国」殺人事件（2017年11月20日）  - 主演・竹村岩男 役
  - 警視庁岡部班 倉敷殺人事件（2017年11月27日） - 竹村岩男 役
  - 警視庁岡部班2 多摩湖畔殺人事件（2018年11月12日） - 竹村岩男 役
- 秋のドラマ特別企画「リセット〜本当のしあわせの見つけ方〜」（2012年9月30日） - 主人公の夫（香山浩之）役（特別出演）
- 宮部みゆきミステリー パーフェクト・ブルー（2012年10月8日 - 12月17日） - 椎名悠介 役

#### フジテレビ系
- 追いかけたいの!（1988年10月 - 12月） - 森田 役
- 本番女優（1991年5月8日、関西テレビ制作） - 主演
- ヴァンサンカン・結婚（1991年7月4日 - 9月19日） - 祐之 役
- 聖夜に逢いたい（1992年12月23日）
- 家族の食卓'93「妻の入院」（1993年1月3日）
- ひとつ屋根の下（1993年4月12日 - 6月28日） - 斉藤博幸 役
- if もしも「完全犯罪 双子の美人姉妹 生き残ったのは姉か妹か」（1993年6月17日）
- ×一の女たち 第2話 「お得な離婚講座」（1993年6月25日）
- 悪魔のKISS（1993年7月 - 9月） - 加藤明夫 役
- 季節はずれの海岸物語 X'masスペシャル（1993年12月24日）
- 課長 島耕作 2（1994年4月29日）
- 花王ファミリースペシャル「シリーズ女の厄年(1)『結婚!?夫はいらない』」（1995年1月15日、関西テレビ制作） - 泰介 役
- 東京SEX「コール・ガール」（1995年12月4日）
- ときわ菜園の冬（1996年10月9日） - 常盤園 役
- バージンロード（1997年） - 有川俊 役
- ギフト 第7話（1997年5月28日） - 保科雅彦 役
- 板橋マダムス（1998年10月14日 - 12月16日） - 長島店長 役
- 金曜エンタテイメント
  - 盗撮・覗かれた主婦（2000年3月24日） - 知念高次 役
  - 最後のストライク（2000年7月28日） - 北別府学 役（友情出演）
  - 8・12日航機墜落 20年目の誓い（2005年8月12日） - 樋口一雄 役（特別出演）
- 怪談スペシャル（2005年8月2日） - 岡田慎三郎 役
- DRAMA COMPLEX「世界一の愛妻物語 ～乙羽信子と新藤兼人～」（2006年9月12日） - 新藤兼人 役
- お台場探偵羞恥心 ヘキサゴン殺人事件（2008年8月6日） - フジテレビ医務室の医師 役
- 金曜プレステージ
  - 警視庁三ツ星刑事 佐々木丈太郎（2009年3月20日） - 主演・佐々木丈太郎 役
  - 警部補・佐々木丈太郎2（2010年8月13日） - 主演・佐々木丈太郎 役
  - 警部補・佐々木丈太郎3（2011年6月3日） - 主演・佐々木丈太郎 役
  - 警部補・佐々木丈太郎4（2011年11月25日） - 主演・佐々木丈太郎 役
  - 警部補・佐々木丈太郎5（2013年3月15日） - 主演・佐々木丈太郎 役
  - 警部補・佐々木丈太郎6（2013年10月25日） - 主演・佐々木丈太郎 役
  - 警部補・佐々木丈太郎7（2014年6月20日） - 主演・佐々木丈太郎 役
  - 警部補・佐々木丈太郎8（2016年2月26日） - 主演・佐々木丈太郎 役
  - 鬼平犯科帳スペシャル 一寸の虫（2011年4月15日） - 仁三郎 役
- 黒部の太陽（2009年3月21日・22日） - 吉村亘 役
- 女性作家ミステリーズ 美しき三つの嘘 第3話「平凡」（2016年1月4日） - 紀美子の夫 役[20]
- 刑事ゆがみ 第3話（2017年10月26日） - 真下誠 役[21]
- 黒井戸殺し（2018年1月14日） - 冷泉茂一 役
- レ・ミゼラブル 終わりなき旅路（2019年1月6日） - 斎藤太 役[22]
- ストロベリーナイト・サーガ 第2話・第3話（2019年4月18日・25日） - 高岡賢一 役[23]
- FLY! BOYS, FLY! 僕たち、CAはじめました（2019年9月24日、関西テレビ制作） - 高山康介 役
- 死亡フラグが立ちました!（2019年10月25日 - 12月13日、関西テレビ制作） - 松重竜次 役
- アライブ がん専門医のカルテ 第2話（2020年1月16日） - 日ノ原徹[24]
- DIVER-特殊潜入班- 第3話 - 最終話（2020年10月6日 - 20日、関西テレビ制作） - 岡本正秀 役[25]
- 魔法のリノベ 第1話（2022年7月18日） - 西崎和則 役

#### テレビ朝日系
- 土曜ワイド劇場
  - 京都お見合いツアー殺人事件（1997年11月1日） - 舟木英一 役
  - 京都お見合いツアー殺人事件2（1998年6月6日） - 舟木英一 役
  - ホゴカン 熱血保護司・村雨晃司の事件簿（2013年8月31日） - 主演・村雨晃司 役
- 女教師（1998年7月2日 - 9月17日） - 杉本裕之 役
- 恋愛中毒（2000年1月20日 - 3月16日） - 藤谷直樹 役
- 手塚治虫劇場「ふしぎなメルモ」（2000年4月13日） - 明彦 役
- 相棒  - 主演・亀山薫 役（水谷豊とW主演）※第16回橋田賞俳優部門受賞
  - pre season（2000年6月3日、2001年1月27日・11月10日）
  - season1（2002年10月9日 - 12月25日）
  - season2（2003年10月8日 - 2004年3月17日）
  - season3（2004年10月13日 - 2005年3月23日）
  - season4（2005年10月12日 - 2006年3月15日）
  - season5（2006年10月11日 - 2007年3月14日）
  - season6（2007年10月24日 - 2008年3月19日）
  - season7 第1話 - 第9話（2008年10月22日 - 12月17日）
  - season10 第5話（2011年11月6日）※回想、ノンクレジット
  - season16 第13話（2018年1月24日）※回想
  - season17 第19話（2019年3月13日）※回想
  - season20 第1話（2021年10月13日）※回想、ノンクレジット
  - season21（2022年10月12日 - 2023年3月15日）[8][9]
  - season22（2023年10月18日 - 2024年3月13日）[26][27]
  - season23（2024年10月16日 - 2025年3月12日）[28]
- 嫉妬の香り（2001年10月12日 - 12月21日） - 政野英二 役
- エースをねらえ! 奇跡への挑戦（2004年9月23日） - 桂大悟 役
- さよならが言えなくて（2009年9月18日、朝日放送制作） - 主演・水谷修 役
- 853〜刑事・加茂伸之介（2010年1月14日 - 3月11日） - 主演・加茂伸之介 役 ※連続ドラマ単独初主演作。
- 警視庁取調官 落としの金七事件簿（2010年5月29日） - 警官 役（友情出演）
- 火車（2011年11月5日） - 碇貞夫 役

#### テレビ東京系
- 喪失〜ある殺意のゆくえ（2002年5月8日） - 立花陽介 役
- 赤い月（2004年5月5日 - 5月6日） - 大杉寛治 役
- 水曜ミステリー9
  - 偽証法廷（2012年4月4日） - 大場徳二 役
  - Dr.門倉周平の事件カルテ（2012年9月26日） - 主演・門倉周平 役
  - 検事・沢木正夫 - 主演・沢木正夫 役
    - 検事・沢木正夫1「第三の容疑者」（2013年9月25日）
    - 検事・沢木正夫2「公訴取り消し」（2014年12月24日）
    - 検事・沢木正夫3「共犯者」（2015年8月19日）
    - 検事・沢木正夫4「自首」（2016年9月14日）
- ラスト・ドクター〜監察医アキタの検死報告〜（2014年7月11日 - 9月12日） - 主演・秋田晋也 役
- 池上彰のJAPANプロジェクト ニッポンの底力スペシャル「紙つなげ!」（2014年11月9日） - 主演
- オー・マイ・ジャンプ! 〜少年ジャンプが地球を救う〜 （2018年1月13日 - 3月24日） - 水川康介 役
- 三匹のおっさんリターンズ!（2019年1月14日） - 徳井一馬 役
- よつば銀行 原島浩美がモノ申す! 〜この女に賭けろ〜（2019年1月21日 - 3月11日） - 山田太平 役
- 月曜プレミア8「今野敏サスペンス 警視庁臨海署安積班」（2021年2月8日） - 主演・安積剛志 役
- ちょい釣りダンディ 最終話（2022年9月20日、BSテレビ東京） - ダンディ 役
- 能面検事（2025年7月11日 - ） - 榊宗春 役[29]

#### WOWOW
- 囚われつかじ〜13人の容疑者〜 第11回（2008年7月） - パートナー殺しの容疑者 役
- ドラマW 遠い日のゆくえ（2011年3月13日）
- 連続ドラマW 希望ヶ丘の人びと（2016年7月16日 - 8月13日） - 阿部和博 役

#### その他
- バウンサー（2017年4月14日 - 、BSスカパー!） - 獅子戸丈一郎の叔父 役

### 映画
- 満月のくちづけ（1989年・東宝） - 沢田教諭 役
- ヒーローインタビュー（1994年・東宝） - 桑田カメラマン 役
- 武闘派刑事 銀座警察（1994年・シネマパラダイス） - 主演・犬宮良 役
- バースデイプレゼント BIRTHDAY PRESENT（1995年・東宝） - 黒木潤一郎 役
- 武闘派刑事2 HEART CRASH（1995年・シネマパラダイス） - 主演・犬宮良 役
- アトランタ・ブギ（1996年・アミューズ） - デートクラブの客 役
- 私たちが好きだったこと（1997年・東映） - 佐竹専一 役
- ジューンブライド 6月19日の花嫁（1998年・松竹） - 外村研作 役
- ekiden 駅伝（2000年・東映） - 医学部教授 役
- ブギーポップは笑わない Boogiepop and Others（2000年・東映ビデオ） - エコーズ 役
- 走れ!イチロー（2001年・東映） - 舟島次郎 役
- 模倣犯（2002年・東宝） - 前畑昭二 役
- 命（2002年・東映） - 彼（美里の恋人） 役
- ロード88 出会い路、四国へ（2004年・ギャガ） - 吉川 役
- 相棒 -劇場版- 絶体絶命! 42.195km 東京ビッグシティマラソン（2008年・東映） - 亀山薫 役 ※第32回日本アカデミー賞優秀助演男優賞受賞
- ザ・マジックアワー（2008年6月・東宝） - ワンチャイ・バンダラビカル 役
- FROGS on Screen（2008年6月・ソニー） - 声の出演
- 悲しいボーイフレンド（2009年2月・ジョリー・ロジャー） - 主演・岩津中 役
- 相棒シリーズ 鑑識・米沢守の事件簿（2009年3月・東映） - 亀山薫 役
- キラー・ヴァージンロード（2009年9月・東宝） - 大家三太郎 役
- 風が強く吹いている（2009年10月・松竹） - カケルの高校時代の陸上部監督 役（特別出演）
- きな子〜見習い警察犬の物語〜（2010年・松竹） - 番場晴二郎 役
- 猫侍（2014年・AMGエンタテイメント） - 島崎新右衛門 役
- 超高速!参勤交代（2014年・松竹） - 荒木源八郎 役
- 俺物語!! （2015年・東宝） - 剛田豊 役[30]
- 殿、利息でござる!（2016年5月14日・松竹） - 遠藤幾右衛門 役
- 探偵ミタライの事件簿 星籠の海（2016年6月4日・東映） - 夏島健二  役
- 超高速!参勤交代 リターンズ（2016年9月・松竹） - 荒木源八郎 役
- BRAVE STORM ブレイブストーム（2017年・プレシディオ） - 静弦太郎 役
- ママレード・ボーイ（2018年4月・ワーナー・ブラザース映画） - 三輪由充 役
- 空飛ぶタイヤ（2018年6月・松竹） - 高幡真治 役
- 36.8℃ サンジュウロクドハチブ（2018年7月・映画24区） - 前田拓雄 役
- パパはわるものチャンピオン (2018年9月・ショウゲート) - 本田功 役
- 決算! 忠臣蔵（2019年11月・松竹） - 間瀬久太夫 役
- エキストロ（2020年3月13日・吉本興業）
- フード・ラック!食運（2020年11月20日・松竹） - 吉田智洋 役[31]
- ブルーヘブンを君に（2021年6月11日・ファインエンターテイメント） - 鈴木一郎 役
- ぬけろ、メビウス!!（2023年2月3日、SDP） - 瑛斗の父 役（特別出演）
- この小さな手（2023年4月8日公開予定、フルモテルモ） - 阿久津洋平 役[32]

### 舞台
- 企画ユニット・地球ゴージャス
  - vol.1 瓶詰めの地獄〜いつまでもたえることなくともだちでいよう〜（1995年）
  - vol.2 紙のドレスを燃やす夜―香港大夜総会―（1997年）
  - vol.3 地図にない街―DOHENEKE-HEKISHIN―（1999年）
  - vol.4 さくらのうた 〜幻の夏 …忘れさられた小さな心たちへのレクイエム（2000年）
  - vol.5 クインテット（2001年）
  - vol.6 カルテ（2002年）
  - vol.7 クラウディア（2004年）
  - アンコール公演　クラウディア（2005年）
  - vol.8 HUMANITY THE MUSICAL 〜モモタロウと愉快な仲間たち〜（2006年）
  - vol.10 星の大地に降る涙（2009年）
  - vol.11 Xday（2010年）
  - vol.12 海盗セブン（2012年） - 田中剛 役
  - vol.13 クザリアーナの翼（2014年）
  - 地球ゴージャス 20th Anniversary Gala Concert（2015年）
  - vol.14 The Love Bugs（2016年）
  - vol.15 ZEROTOPIA（2018年）
  - vol.16 星の大地に降る涙 THE MUSICAL（2020年）
  - Broadway Musical The PROM（2021年） - トレント 役
  - 三十周年記念公演 儚き光のラプソディ（2024年）[33]
- オケピ!（2003年） - トランペット 役
- コンフィダント・絆（2007年） - ポール・ゴーギャン 役
- 恐竜と隣人のポルカ －K/T BOUNDARY－（2008年）
- マルグリット（2009年） - オットー 役
- 風と共に去りぬ（2011年） - レット・バトラー 役
- マイ・フェア・レディ（2013年・2016年・2018年・2021年） - ヒギンズ教授 役
- プルートゥ PLUTO（2015年） - ゲジヒト 役
- ユーミン×帝劇 vol.3 朝陽の中で微笑んで（2017年11月27日 - 12月20日、帝国劇場） - 主演・鳴沢肇 役[34][35]
- あなたと作る～etude The 美4（2020年）
- スタンディングオベーション（2021年）-刑事役
- 怖い絵（2022年） - 火山武 役
- エレファント・ソング（2022年） - グリーンバーグ 役
- 帰ってきたマイブラザー（2023年） - 中迫マネージャー 役

### バラエティ
情報ジャンル
| 期間          | 期間           | 番組名                                                 | 役職                 |
| ------------- | -------------- | ------------------------------------------------------ | -------------------- |
| 1987年10月    | 1989年3月      | ドーナツ6（TBS）                                       | レギュラー出演       |
| 1996年4月     | 2006年12月     | 王様のブランチ（TBS系列）                              | 総合司会             |
| 2008年7月26日 | 2008年7月26日  | ザ・大年表（日本テレビ）                               | 司会                 |
| 2009年4月     | 2009年9月      | ひるおび!（TBS系列）                                   | ゲストコメンテーター |
| 2011年9月11日 | 2011年12月25日 | 週刊!健康カレンダー カラダのキモチ（CBC制作・TBS系列） | 三宅裕司の代行司会   |

バラエティ・音楽・ドキュメンタリー・教養ジャンル
- SUPER WEEKEND LIVE 土曜深夜族（1988年4月10日 - 1989年2月5日、TBS）
- 三宅裕司のいかすバンド天国（1989年2月11日 - 1990年12月29日、TBS系）
- LIVE笑ME（日本テレビ）
- 全員出席!笑うんだってば（1989年10月28日 - 12月23日、日本テレビ）
- とんからりん（1990年4月1日 - 9月30日、日本テレビ）
- 萬金譚ドラドラ（日本テレビ）
- ミューズの晩餐 My Song, My Life （2008年4月5日 - 2011年3月26日、テレビ東京）
- 中国神秘紀行（2008年4月4日 - 2011年3月11日、BS朝日） - ナレーター
- 137億年の物語（2013年4月14日 - 9月29日、テレビ東京） - 博士 役
- わんニャン倶楽部〜動物と楽しく暮らそう〜（2014年10月7日 - 2017年3月28日、BS日テレ） - わんニャン倶楽部会長（MC）
- 100分de名著「ヘミングウェイ・スペシャル」（2021年10月4日 - 10月25日、Eテレ） - 朗読
- ボキャブライダー（2016年9月7日 - 9月28日（パイロット版）・2017年4月3日 - 2021年3月22日（レギュラー版）、Eテレ） - スキット担当

### ラジオ
- 岸谷五朗の東京RADIO CLUB（1990年 - 1991年、TBSラジオ） - 番組初期の水曜日レギュラー。1991年後半からドラマ出演の影響で多忙になり、レギュラー出演が終了。その後も不定期出演。
- 岸谷五朗VS寺脇康文（TBSラジオ）
- 三宅裕司のヤングパラダイス（1984年2月6日 - 1990年3月29日、ニッポン放送）
- 三宅裕司のサンデーヒットパラダイス（2011年11月6日・2018年8月5日、ニッポン放送） ※三宅裕司が病気療養に入ったため、代打パーソナリティとして出演。
- 桑田佳祐のやさしい夜遊び（不定期、TOKYO FM） ※岸谷五朗とともに桑田佳祐がライブ時の代行DJとして出演。
- ミッドナイト・ポップライブラリー 　片岡義男 著「夏の姉を撮る」から（2001年6月5日 - 9日、全5回、NHK-FM） - 朗読・ナレーション[36]
- ABCラジオ創立60周年記念 大型ラジオ時代劇「元禄・堂島米市場蛍舞～平成に近松の幽霊が甦る」（2011年12月30日、ABCラジオ）
- FMシアター　ラジオドラマ「もしもきみなら」（2022年7月23日、NHK-FM） - 主演・田中光治 役[37]
- FMシアター　ラジオドラマ「先生が言うことには　このデタラメな世界の君と」（2024年7月13日、NHK-FM）[38]

### CM
- ハウス食品「洋食倶楽部 ビーフカレー」
- 片岡物産「モンカフェ」 - 『相棒』で寺脇が演じている亀山薫が、コーヒー好きの設定であることから出演。
- 日本たばこ産業「キャスターマイルド」
- アサヒ飲料「WONDA」
- P&G「ボールド」
- 武田薬品工業「ベンザブロックL」
- ブラウン『Series7』
- 麒麟麦酒「キリン秋味」
- メットライフ生命保険
- 味の素「クノールカップスープ」
- 伊藤園「2つの働き カテキン緑茶」
- 三菱UFJニコス「VIASOカード」
- サントリー「オールフリー」
- SBIいきいき少額短期保険「SBIいきいき少短の死亡保険」
- 日産自動車「日産・エクストレイル」e-4ORCE - 『相棒』で演じている亀山薫としてTverCM内。

### 吹き替え

#### テレビアニメ
- アミューズメント・シアター バットマン（1990年、テレビ東京） - 甘党デブリン / その他モブ 役
- マスケティアーズ パリの四銃士 第13話（2016年、NHK総合） - タリク・アラマン 役

#### 映画
- プリンス・オブ・エジプト（1999年・米） - モーセ 役（声）

### ゲーム
- 相棒DS（2009年3月5日、DS） - 亀山薫 役

### 配信ドラマ
- 相棒 sideA /sideB（2024年3月20日、TELASA） - 亀山薫 役[39]
- トークサバイバー!ラスト・オブ・ラフ（2024年9月3日、Netflix）[40]
- 相棒 sideX（2024年10月16日、TELASA） - 亀山薫 役[41]

### その他
- 稲村ジェーン（サザンオールスターズ） - 映画を観に来たカップルの男性 役
- ベネッセコーポレーション 「こどもちゃれんじ」（お話コーナーの朗読を担当）
- ANA機内オーディオ番組「Music Travel-70's&80's」パーソナリティ

## 音楽
- Brave Love, TIGA（1996年10月21日／エアーズ） - 『ウルトラマンティガ』ED主題歌。チャリティーユニット「地球防衛団」として参加。
- Let's try again（2011年5月25日／アミューズソフトエンタテインメント） - チーム・アミューズ!!として参加。